# يوسف الحموي
يوسف الحموي لاعب كرة قدم سوري من مواليد حمص يلعب لصالح نادي الجيش و منتخب سوريا.